# Svídnice, Rychnov nad Kněžnou
Svídnice là một làng thuộc huyện Rychnov nad Kněžnou, vùng Královéhradecký, Cộng hòa Séc.